# Raymond Gaston Joseph Séguy

Wappen von Raymond Séguy

Raymond Gaston Joseph Séguy (* 8. Dezember 1929 in Rieupeyroux; † 21. März 2022 in Rodez) war ein französischer Geistlicher und römisch-katholischer Bischof von Autun.

## Leben
Raymond Gaston Joseph Séguy studierte Philosophie und Katholische Theologie am Priesterseminar in Rodez. Am 18. September 1954 empfing Séguy in Rodez das Sakrament der Priesterweihe. Nach weiterführenden Studien erwarb er 1956 an der Päpstlichen Universität Gregoriana in Rom ein Lizenziat im Fach Katholische Theologie.
Séguy wirkte von 1956 bis 1965 als Diözesanmissionar im Bistum Rodez und von 1960 bis 1970 als Kaplan der Katholischen Aktion. Zudem gehörte er von 1966 bis 1977 dem Bischofsrat des Bistums Rodez an. Von 1975 bis 1977 war Séguy Delegat für das Laienapostolat, bevor er Pfarrer in Sévérac-le-Château wurde.
Papst Johannes Paul II. ernannte ihn am 14. Oktober 1981 zum Bischof von Gap. Der Bischof von Rodez, Roger Joseph Bourrat, spendete ihm am 22. November desselben Jahres in der Kathedrale von Rodez die Bischofsweihe; Mitkonsekratoren waren Bernard Panafieu, Erzbischof von Aix, und Robert-Joseph Coffy, Erzbischof von Albi. Sein Wahlspruch Vade noli timere („Geh, fürchte dich nicht“) stammt aus 1 Kön 17,13 .
Am 31. Juli 1987 bestellte ihn Johannes Paul II. zum Bischof von Autun. In der Französischen Bischofskonferenz war Séguy Mitglied der bischöflichen Kommission für den ländlichen Raum und des bischöflichen Finanzkomitees. 
Papst Benedikt XVI. nahm am 8. April 2006 sein altersbedingtes Rücktrittsgesuch an. Raymond Séguy starb am 21. März 2022 im Alter von 92 Jahren in Rodez und wurde in der Kathedrale von Autun beigesetzt.

## Schriften
- Gaston Alary, Raymond Séguy, André Serres: A. Bion: prêtre du Rouergue (1913–1967). Impr. Carrère, Rodez 1972, OCLC 743101455.
- Chemin de Sainteté en terre bourguignonne (deutsch Weg der Heiligkeit auf burgundischem Boden)